# Spartan Cars

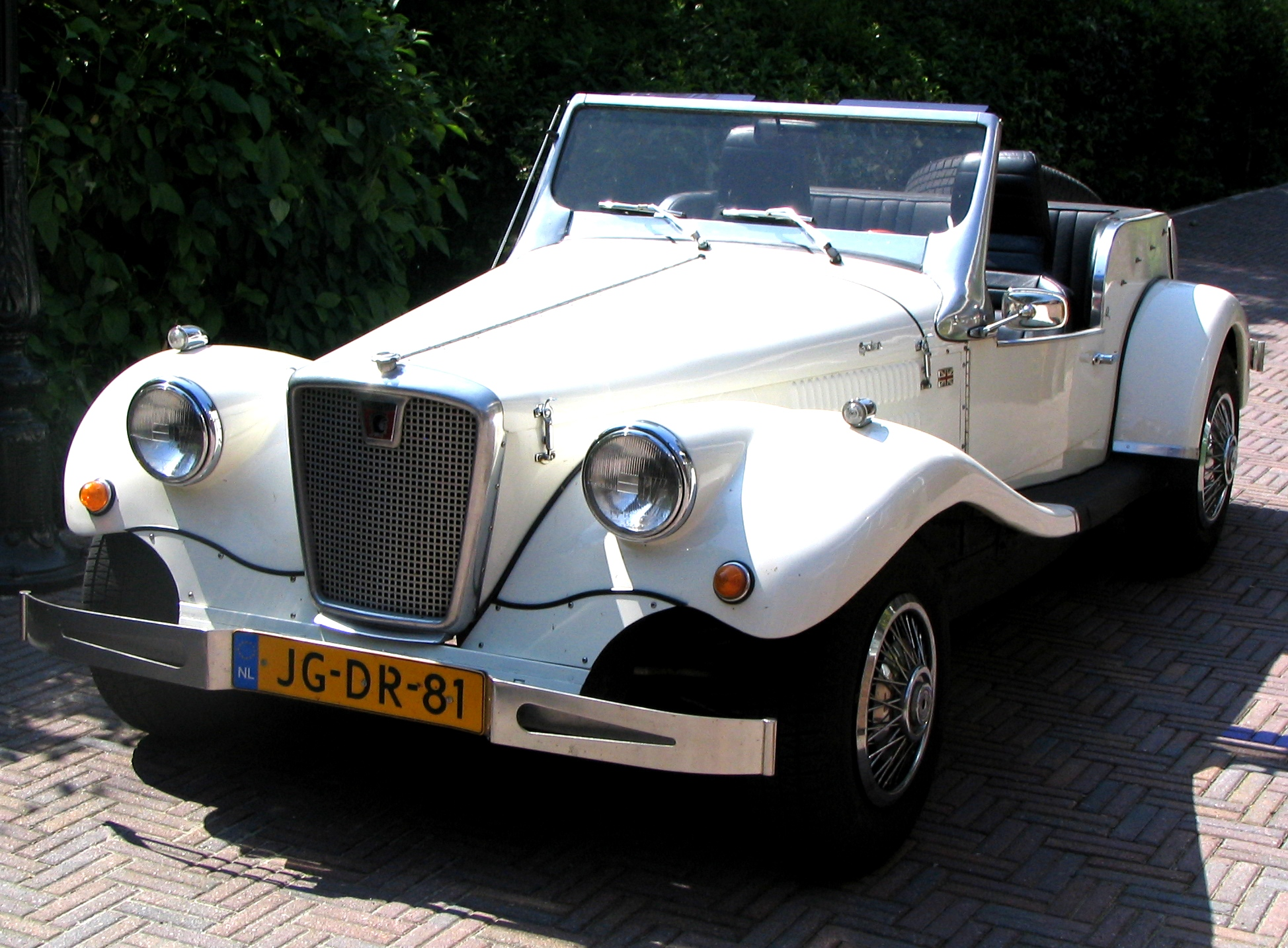
Spartan Roadster

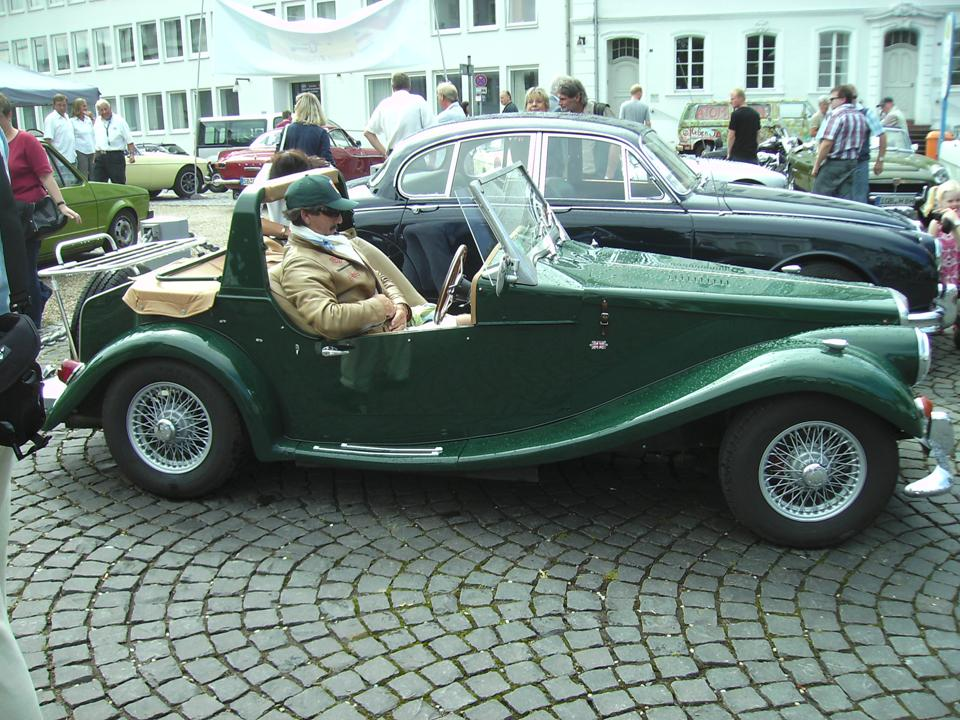
Spartan Roadster, Seitenansicht

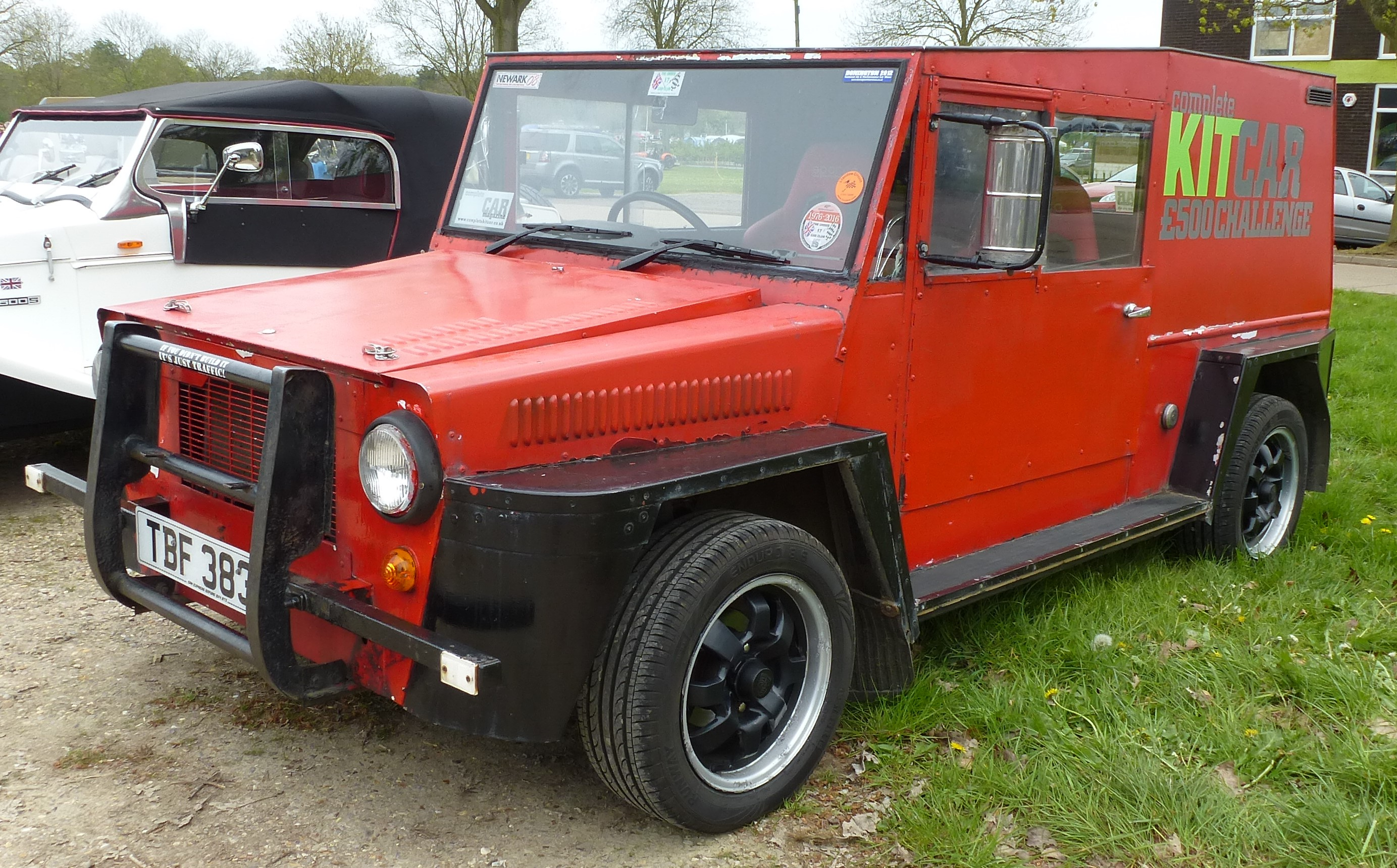
Spartan Treka

Spartan Cars war ein britischer Hersteller von Kit Cars, der 1973–1995 in Pinxton (Derbyshire) ansässig war. Firmengründer war Jim McIntyre. Der Betriebsleiter Steve Beardsall übernahm 1991 die Firma.

## Beschreibung
Wichtigstes Modell war der Roadster, ein offener 2+2-Sitzer im Stil des MG TF, der zunächst auf dem Fahrgestell und den mechanischen Komponenten des Triumph Herald basierte. Eine Karosserie aus Aluminiumblechen und Kotflügel aus GFK komplettierten das Auto. Als die Triumph Herald schwieriger zu finden waren und selbst zu Sammlerstücken wurden, konstruierte man 1980 ein komplett neues, eigenes Fahrwerk, das Komponenten des Ford Cortina Mk. III / Mk. IV aufnahm.
Der Sherwood war ein Kombi-Umbau des Ford Cortina, aber mit neuem Fahrgestell. Der hintere Dachteil war abnehmbar, sodass man den Wagen in einen Pick-up verwandeln konnte. Hersteller war Sherwood Universal Vehicles, die zu Spartan Cars gehörten.
Noch ungewöhnlicher war der Starcraft, ein Motorcaravan mit sechs Rädern auf Basis des Ford Cortina Mk. III / Mk. IV / Mk. V. Ein neues Stahlfahrgestell nahm die mechanischen Komponenten des Spenderfahrzeuges auf. Darauf war ein großer Aufbau montiert, der auch mit einem Alkoven über der ersten Sitzreihe ausgestattet war. Motorhaube und Fahrzeugfront wurden umgestaltet, aber der mittlere Teil des Ford, einschließlich Kabelbaum, Instrumentierung und Windschutzscheibe blieb erhalten.
1991 wurde der Treka, ein Geländewagen auf Basis des Ford Fiesta ’84, eingeführt. Über 4000 Kits wurden hergestellt und in mehr als 23 Länder exportiert.

## Modellübersicht
| Modelle      | Typ          | Bauzeit   |
| ------------ | ------------ | --------- |
| Roadster     | Roadster     | 1973–1995 |
| Sherwood     | Kombi        |           |
| Motorcaravan |              |           |
| Treka        | Geländewagen | 1990–1995 |